# Norma González
Norma González (11 d'agost de 1982, Santander de Quilichao) és una atleta colombiana de proves de mig fons. González va participar en dos Jocs Olímpics consecutius, el de Sidney 2000 i Londres 2012.

## Marques personals
| Data               | Distància | Lloc              | Marca |
| ------------------ | --------- | ----------------- | ----- |
| 20 d'agost de 2005 | 200 m     | Armènia, Colòmbia | 22,90 |
| 22 de maig de 2011 | 400 m     | São Paulo, Brasil | 51,58 |